# Храм Непорочного Сердца Пресвятой Девы Марии (Кемерово)
Храм Непорочного Сердца Пресвятой Девы Марии — действующий приходской католический храм Римско-католической церкви в городе Кемерово. В состав храмового комплекса помимо собственно церкви, входят помещение для занятий в воскресной школе и жилые комнаты священнослужителей. Адрес — ул. Черняховского, д. 2Б, настоятель о. Павел Юрковски. Административно относится к Преображенской епархии с центром в Новосибирске.

## История
Монахи из ордена редемптористов прибыли в Кемерово в 1996 году. Из-за отсутствия церкви верующие католики собирались в это время по праздникам небольшими группами в квартирах и домах. 22 декабря 1996 года после долгого перерыва в Кемерове была отслужена первая месса в арендованном помещении Дома культуры.
После долгого процесса выделения земли под строительство и согласования документов в 2006 году началось строительство кемеровского католического храма. 27 сентября 2009 года построенный храм был торжественно освящён во имя Непорочного Сердца Пресвятой Девы Марии епископом Иосифом Вертом. Нунций Святого Престола Антонио Меннини передал кемеровской общине поздравление от имени Папы Бенедикта XVI.
Храм стал второй католической церковью в Кузбассе — двумя годами ранее в Новокузнецке открылся храм Иоанна Златоуста.